# پرتودرمانی
پرتودرمانی یا رادیوتراپی (به انگلیسی: radiotherapy) یکی از مهم‌ترین شاخه‌های فیزیک پزشکی است. پرتودرمانی به درمان بیماری با استفاده از پرتوهای نافذ مانند پرتوهای ایکس و امواج آلفا و موج بتا و گاما که یا از دستگاه تابیده می‌شوند یا از داروهای حاوی مواد نشاندار شده ساطع می‌شوند گویند.
پرتودرمانی استفاده از پرتوهای یون‌ساز برای از بین بردن یا کوچک کردن بافت‌های سرطانی است. در این روش در اثر آسیب DNA، سلول‌های ناحیه درمان (بافت هدف) تخریب و ادامه رشد و تقسیم غیرممکن می‌شود؛ اگرچه پرتو علاوه بر سلول‌های سرطانی به سلول‌های سالم نیز آسیب می‌رساند ولی اکثر سلول‌های سالم بهبودی خود را دوباره به‌دست می‌آورند؛ یکی از روش‌ها برای اینکه درصد بیشتری از سلول‌های سالم بهبود یابند و آسیب کمتری متحمل شوند این است که پرتو در یک روزِ درمانی به بیمار تابانده نمی‌شود و به مرور در چندین روز این کار انجام می‌شود که سلول‌های سالم زمان بازیابی خود را داشته باشند. هدف از پرتو درمانی از بین بردن حداکثر سلول‌های سرطانی با حداقل آسیب به بافت‌های سالم است.
کاربرد اصلی پرتودرمانی در معالجه یا تقلیل امراض سرطانی می‌باشد.
دیگر کاربردهای پرتودرمانی: از بین بردن سلول‌های سرطانی و ضایعات ارگان‌های مختلف، بازتوانی و بهبود اعضای بدن بیمار (همچون کبد، کلیه، پروستات)، پیشگیری گسترش ضایعات اعضا و کاهش علائم بیماری (همانند درد).
دستگاه‌ها و ابزارهای مختلف و گوناگونی برای درمان و توان‌بخشی بیمار توسط مهندسان پزشک ساخته و در اختیار پزشکان قرار گرفته‌است. یکی از این دستگاه‌های مهم و پرکاربرد رادیوتراپی یا پرتودرمانی می‌باشد. به بیانی دیگر پرتودرمانی، استفاده از اشعه پر انرژی (معمولاً اشعه X) به منظور از بین بردن سلول‌های سرطانی و ضایعات ارگان‌های مختلف می‌باشد. به‌طور کلی رادیوتراپی را به ۳ قسمت رادیوتراپی خارجی، رادیوتراپی داخلی (براکی تراپی) و رادیوتراپی سیستمیک تقسیم می‌کنند.
سلول‌های سرطانی در مقایسه با سلول‌های سالم به رادیو تراپی حساسیت بیشتری نشان می‌دهند و در نتیجه تعداد بیشتری از آن‌ها از بین خواهند رفت البته رادیوتراپی بر سلول‌های سالم ناحیه درمان نیز تأثیر می‌گذارد اما آن‌ها برخلاف سلول‌های سرطانی معمولاً بهبود یافته یا به سرعت خود را ترمیم می‌کنند. رادیوتراپی همچنان برای پیشگیری گسترش ضایعات اعضا و برای کاهش علائم بیماری (همانند درد) نیز به کار برده می‌شود.
اصولاً در این دستگاه‌ها برای شناسایی و مکان یابی تومور و بافت مورد نظر برای دریافت پرتو از انواع مختلف پرتونگاری استفاده می‌گردد که شاید بتوان مرسوم‌ترین آن‌ها را پرتونگاری مقطعی تخمینی (CT)، تصاویر رزونانس مغناطیسی (MRI) و اخیراً پرتونگاری مقطعی نشر پوزیترون (PET) معرفی نمود. حال پس از شناسایی موقعیت بافت مورد نظر بایستی مرحله شبیه‌سازی را شروع نمود که بر اساس آن آناتومی بیمار برنامه‌ریزی می‌شود.
استفاده از پرتو در درمان سرطان یک فرایند پیچیده‌است که در بر گیرنده متخصصان آموزش دیده و تعداد زیادی از عوامل به هم پیوسته‌است. متخصصین رادیوتراپی انکولوژی، متخصصین فیزیک پزشکی، دزیمتریست و متخصصین رادیوتراپی (پرتو پزشکی) سال‌ها دنبال لوازم و ابزار که به این فرایند، به‌خصوص در موقعیت یابی تومور، برنامه درمانی، اجرای درمان، و تحقیق کمک کنند، می‌گشتند. دقت در رادیوتراپی بسیار مهم است زیرا نتایج بالینی و تجربی نشان می‌دهند که کنترل تومور و پاسخ نرمال بافت می‌تواند یک عامل مهم درمقدار (دز) پرتو افشانی باشد و بنابراین، تغییرات کوچک در دز درمانی می‌تواند منجر به نتایج بزرگی در پاسخ تومور یا بافت نرمال شود. به علاوه، دزهای تجویز شده درمانی تومور معمولاً الزاماً به دزی که برای بافت نرمال قابل تحمل است نزدیک است. بنابراین برای درمان بهینه، دز پرتوافشانی باید با دقت بسیار بالا انجام شود. یک میزان ±۵٪ توسط کمیسیون بین‌المللی سنجش و واحدهای پرتو افشانی (ICRU) پیشنهاد شده‌است.
نزدیک دو سوم از بیماران سرطانی در جریان مداوای خود از پرتودرمانی استفاده می‌کنند. در سال ۲۰۰۴، این تعداد در آمریکا به ۱ میلیون نفر رسید. در این میان، سرطان پروستات، سرطان ریه، و سرطان سینه ۵۶٪ معضلات را تشکیل می‌دادند.

## پیشینه

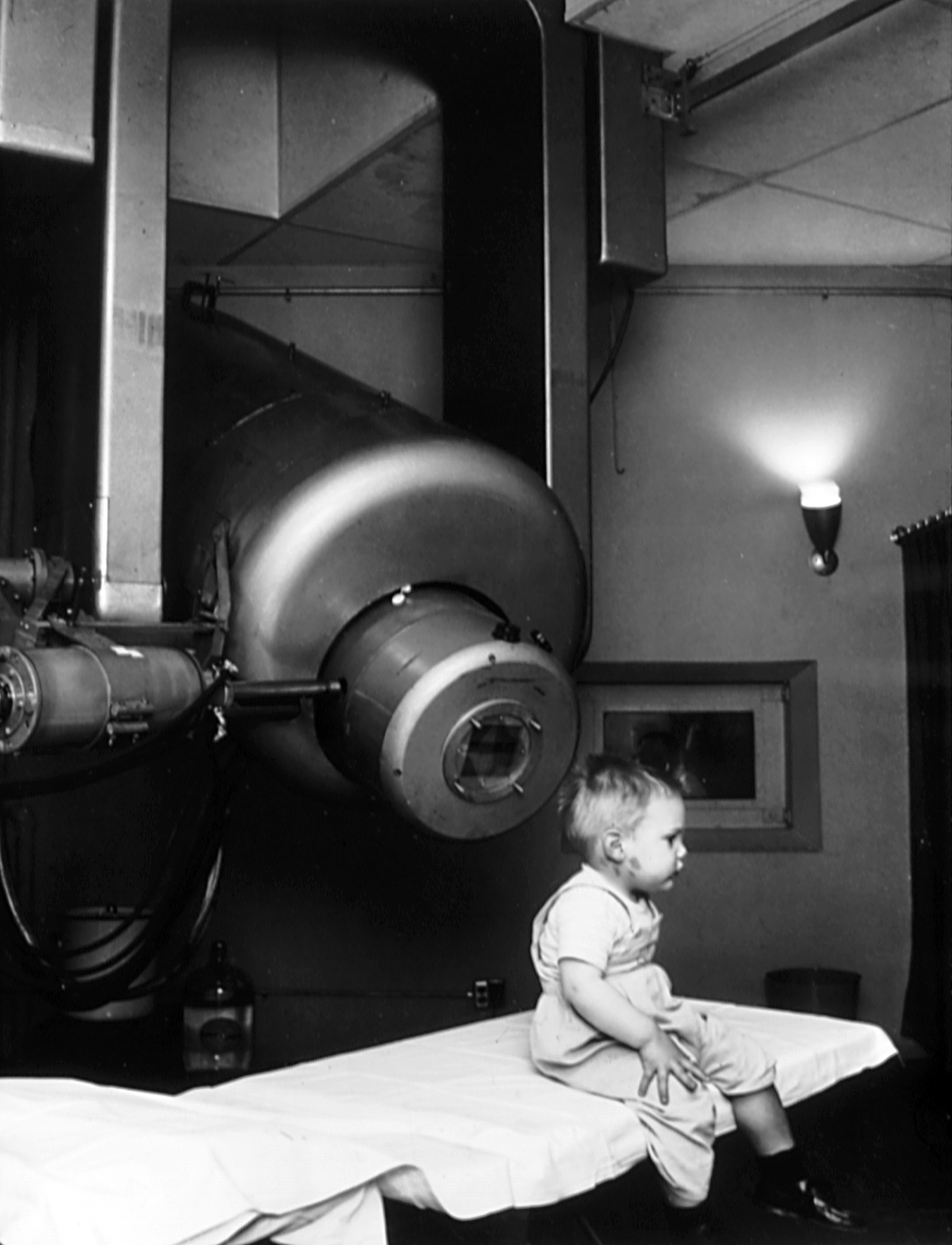
گوردون آیزاک، نخستین بیماری که توسط یک لیناک در ۱۹۵۷ برای رتینوبلاستوما معالجه گردید. تصویر از موسسه ملی سرطان آمریکا.

طی دو دهه نخست سده بیستم، رشته رادیوتراپی انکولوژی تغییرات چشمگیری را پشت سر گذاشته‌است. در آن زمان متخصصین رادیوتراپی انکولوژی برای برنامه‌ریزی و درمان بیماران با استفاده از آنچه روش دو بعدی (2D) نامیده می‌شد، آموزش دیده بودند. این روش تأکید داشت بر استفاده از یک شبیه ساز مرسوم اشعه ایکس برای طراحی پرتال‌های پرتویی که بر اساس تکنیک‌های ترکیب اشعه‌ای استاندارد و استفاده از بوکمارک‌های استخوانی تجسم شده بر روی صفحه رادیوگرافی، هستند. این روش در حالی که هنوز توسط برخی کلینیک‌ها استفاده می‌شود به‌طور گسترده با یک روش سه بعدی(3D) در کلینیک‌های پرتو درمانی مدرن جایگزین شده‌است. با معرفی سیستم‌های برنامه‌ریزی درمان 3D تجاری در اوایل دهه ۱۹۹۰ این روش امکان‌پذیر شد. در مقابل روش 2D، برنامه‌ریزی درمان 3D بر یک روش شبیه‌سازی مجازی بر پایه تصویر برای تعیین حجم تومور و اعضای مهم در خطر برای بیمار خاص تأکید دارد. این فرایند 3D جدید برای متخصصین رادیوتراپی انکولوژی جهت تشخیص حجم و اعضای هدف را که در خطر هستند، با دقتی بسیار بالاتر از قبل، تقاضاهای جدیدی را ایجاد کرد. و همچنین برای متخصصین فیزیک پزشکی برای فراهم کردن فرایندهای با کیفیت مطمئن(QA) و مؤثر برای اطمینان بخشیدن به استفاده ایمن از این برنامه‌ریزی جدید بر اساس تصویر و روش کنترل درمان کامپیوتری.
مشخص نیست که چه کسی برای نخستین مرتبه در تاریخ از پرتوهای یونیزان برای مقاصد درمانی استفاده کرد، اما یکی از اولین کوشش‌های اینچنینی متعلق به سال ۱۸۹۶ است که ویکتور دسپن  به‌طور ناموفقی سعی در درمان سرطان معده با پرتوهای ایکس نمود. در آن زمان پرتوها دارای انرژی کافی نبودند و لذا پرتودرمانی را فقط برای غده‌های سطوحی امکان‌پذیر می‌نمودند. این وضعیت البته با ابداع تجهیزات ویژه ۲۰۰ کیلوولتی در سال ۱۹۲۲ میلادی دچار دگرگونی شد. در همان سال، یک جراح اتریشی بنام لئوپولد فرویند چگونگی درمان یک خال گوشتی توسط پرتوهای اشعه ایکس را برای نخستین بار به انجمن پزشکی وین نشان داد.

## ابزار نگهداری و جابجایی بیمار
تغییر مکان دقیق روزانه بیمار در موقعیت درمان و کاهش حرکت بیمار در طول درمان جهت اینکه دز تجویز شده دقیقاً ارائه شود و توزیع دز طراحی شده حاصل گردد، ضروری است.همانطور که در این بخش خواهیم دید سیستم‌های مدرن تغییر موقعیت و عدم تحرک طوری طراحی شده‌اند که بتوانند متصل شوند به تخت‌های درمان و شبیه سازی،بطوری‌که ابزار عدم تحرک و بیمار ثابت شده باشند در سیستم هماهنگ‌کننده ماشین درمان.زمانی که ابزار عدم تحرک در یک مکان خاص قفل شود ،بیمار هم تراز سیستم عدم تحرک خواهد بود.نتیجه نهایی این است که مجموعه‌ای از هم پایه‌ها که از شبیه ساز CT به‌دست آمده‌استو در فرایند شبیه‌سازی مجازی استفاده شده‌است و می‌تواند هم پایه شود با مرکز اتاق درمان. سایت‌های اناتومیک معمولاً عدم تحرک را در تشعشع درمانی در سروگردن، سینه، قفسه سینه-مری، شانه‌ها و دست‌ها، مناطق لگن (به خصوص در افراد چاق)، و اندام چرخیده شده در جهت خلاف، مورد استفاده قرار می‌دهند.

## انواع پرتودرمانی

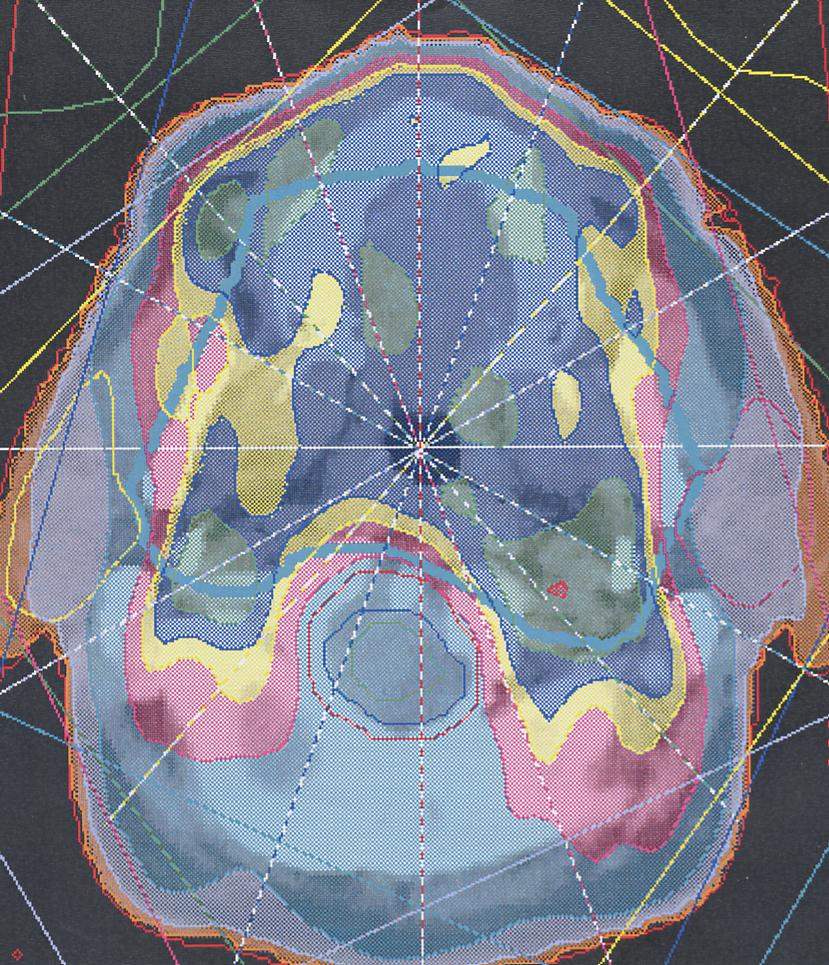
IMRT

پرتودهی ممکن است توسط دستگاهی خارج از بدن ( رادیوتراپی خارجی ) یا توسط منبع پرتو در داخل بدن ( رادیوتراپی داخلی ) یا توسط مواد رادیواکتیو باز درداخل بدن انجام شود ( رادیوتراپی سیستمیک ) . نوع پرتودهی به نوع تومور، تحمل بافت‌های سالم اطراف محل آن، مسافتی که پرتو باید در داخل بدن طی کند همچنین به سلامت عمومی بیمار، تاریخچه بیماری و اینکه آیا بیمار از روش‌های دیگر درمان استفاده خواهد کرد یا نه و مجموعه‌ای عوامل دیگر بستگی دارد . در بیشتر بیماران از روش پرتودرمانی خارجی و در تعدادی از بیماران از سه روش پرتو درمانی خارجی، داخلی، سیستمیک همراه با هم یا جداگانه استفاده می‌شود.
پرتو درمانی با دستگاه سایبر نایف: سایبر نایف جدیدترین روش درمان تومورهای سرطانی به صورت جراحی بسته می‌باشد و کاملاً می‌تواند جایگزینی برای عمل جراحی باز باشد با این تفاوت که درمان با این روش بدون درد، خونریزی و کمترین عوارض جانبی برای بیماران سرطانی می‌باشد.
علاوه بر این درصد موفقیت و نابود کردن تومورهای سرطانی با این روش بسیار بالاست.
بتازگی یک دستگاه سایبر نایف در یکی از مراکز درمانی شیراز کارگذاری و در حال بهره برداری می باشد.
رادیوتراپی خارجی: پرتودرمانی یا رادیوتراپی خارجی معمولاً در بیماران سرپایی مورد استفاده قرار می‌گیرد. در بیشتر این بیماران نیاز به بستری شدن در بیمارستان نیست رادیوتراپی خارجی برای درمان انواع سرطان شامل سرطان مثانه، مغز، پستان، رکتوم، پانکراس، معده، گردن رحم، حنجره، ریه، پروستات و رحم استفاده می‌شود علاوه بر این رادیوتراپی خارجی ممکن است برای کاهش دردهای متاستاتیک یا مشکلات دیگر ناشی از گسترش تومورها مورد استفاده قرار گیرد.
پرتودرمانی حین جراحی (Intraoperative Radiotherapy): این روش نوعی پرتو درمانی خارجی همراه با جراحی است. IIORT برای درمان تومورهای متمرکز که نمی‌توان آن‌ها را به‌طور کامل خارج کرد یا ریسک عود مجدد وجود دارد استفاده می¬شود. بعد از خارج کردن تمام یا بیشتر بافت تومورال یک دوز زیاد با انرژی بالا مستقیماً به محل تومور در حین جراحی داده می‌شود ( بافت‌های سالم اطراف به وسیلهٔ شیلدهای مخصوصی حفاظت می‌شوند ) . بیمار بعد از عمل جراحی در بیمارستان بستری می‌شود این روش ممکن است در درمان تومورهای تیروئید، gynecological , colorectal روده باریک و لوزالمعده ( پانکراس ) استفاده شود . این روش برای درمان برخی از انواع تومورهای مغز و سارکومای لگن در بزرگسالان تحت بررسی است .
پرتودرمانی تطبیقی سه بعدی 3D Conformal Radiation Therapy : رادیوتراپی تطبیقی برخلاف طرح درمان‌های قدیمی سه بعدی است و از کامپیوتر برای هدف‌گیری دقیق تر تومور استفاده می‌شود . امروزه بیشتر متخصصین سرطان‌شناسی از این روش استفاده می‌کنند . تصاویر سه بعدی CT، MRI، PET ویا SPECT تهیه و به کمک نرم‌افزارهای مخصوص، پرتوهایی که با شکل تومور مطابقت دارند طراحی می‌شود . چون در این تکنیک بافت سالم اطراف تومور به‌طور وسیع از تشعشع دور است از دوزهای بالاتر برای درمان تومور می‌توان استفاده کرد . استفاده از این روش در تومورهای Nasopharyngeal، پروستات ریه، کبد و تومورهای مغزی نتایج بهتری در برداشته‌است .
IMRT) Therapy Intensity-Modulated Radiation) : در این روش که یک نوع رادیوتراپی تطبیقی سه بعدی جدید است معمولاً از پرتوهای x با شدتهای متفاوت برای انتقال دزهای متفاوت پرتو به نواحی کوچک بافت به‌طور هم‌زمان استفاده می‌شود . در این تکنولوژی نیز دزهای بالا به تومور و دزهای کمتر به بافت‌های سالم اطراف می‌رسد . در برخی تکنیک‌ها بیمار دز روزانه بیشتری دریافت می‌کند و زمان کل درمان کاهش و موفقیت درمان بیشتر می‌شود . IMRT ممکن است عوارض جانبی درمان را کاهش دهد. پرتودهی در این روش به وسیلهٔ یک شتاب دهنده خطی مجهز به کولیماتور Multileaf انجام می‌شود(کولیماتور به شکل دادن دقیق پرتوها کمک می‌کند). با چرخش دستگاه به دور بدن بیمار پرتوها از بهترین زوایا وارد تومور می‌شوند . پرتوها تا حد امکان به‌طور دقیق با شکل تومور تطبیق داده می‌شوند . چون دستگاه IMRT بسیار تخصصی است مراکز سرطان‌شناس به ندرت از این وسیله استفاده می‌کنند . این تکنولوژی جدید برای درمان تومورهای مغزی، سروگردن، حلق بینی، پستان، کبد، ریه، پروستات و رحم مورد استفاده قرار می‌گیرد . IMRT برای هر بیمار یا هر نوع توموری مورد استفاده قرار نمی‌گیرد.
پرتودرمانی داخلی( Brachy Therapy ) : در این روش منبع تشعشع که در یک پوشش نگهدارنده کوچک پیچیده شده در داخل تومور یا بسیار نزدیک به آن قرار می‌گیرد و Implant یا ماده کاشتنی نامیده می‌شود. مواد کاشتنی ممکن است در شکل‌های مختلف مانند سیم‌های کوچک، تیوب‌های پلاستیکی ( کاتترها ) ribbans ( رشته‌ای ) کپسول یا به شکل دانه‌ای وجود داشته باشد . مواد کاشتنی مستقیماً در داخل بدن گذاشته می‌شوند . در رادیوتراپی داخلی ممکن است بیمار نیاز به بستری داشته باشد . 
رادیوتراپی داخلی معمولاً به یکی از روش‌های زیر انجام می‌شود که هرکدام به‌طور جداگانه توضیح داده شده‌است . در هر سه روش از مواد کاشتنی سربسته استفاده می‌شود .
پرتودرمانی داخل نسجی (Interstitial Rediotherapy): در این روش ماده رادیواکتیو در داخل بافت یا نزدیک محل تومور قرار می‌گیرد . این روش در درمان تومورهای سر و گردن، پروستات، گردن رحم (Cervix )، تخمدان، پستان، نواحی لگن و اطراف مقعد استفاده می‌شود . در رادیوتراپی خارجی پستان ممکن است یک دوز بیشتر ( Boost ) به روش داخل نسجی یا خارجی به بیمار داده شود .
پرتودرمانی داخل حفره‌ای (Therapy Intracavitary): در این روش منبع رادیواکتیو به وسیلهٔ یک اپلیکاتور در داخل بدن قرار می‌گیرد . این روش معمولاً در درمان تومورهای رحم استفاده می‌شود . محققان در حال مطالعه و بررسی انواع رادیوتراپی داخلی برای درمان دیگر سرطان‌ها شامل پستان، Bronchial، گردنی، مثانه، دهانی، Tracheal ,Rectal، رحم و واژن هستند.
پرتودرمانی سیستمیک( پزشکی هسته‌ای ): در این روش از مواد رادیواکتیو مانند I131 Strontium89. به صورت خوراکی یا تزریقی استفاده می‌شود . این روش درمانی گاهی برای درمان سرطان تیروئید و لنفوم غیر هوچکینی بزرگسالان استفاده می‌شود . محققان در حال بررسی موادی هستند که بتواند برای درمان دیگر انواع سرطان استفاده شود .

## منابع انرژی در رادیوتراپی خارجی

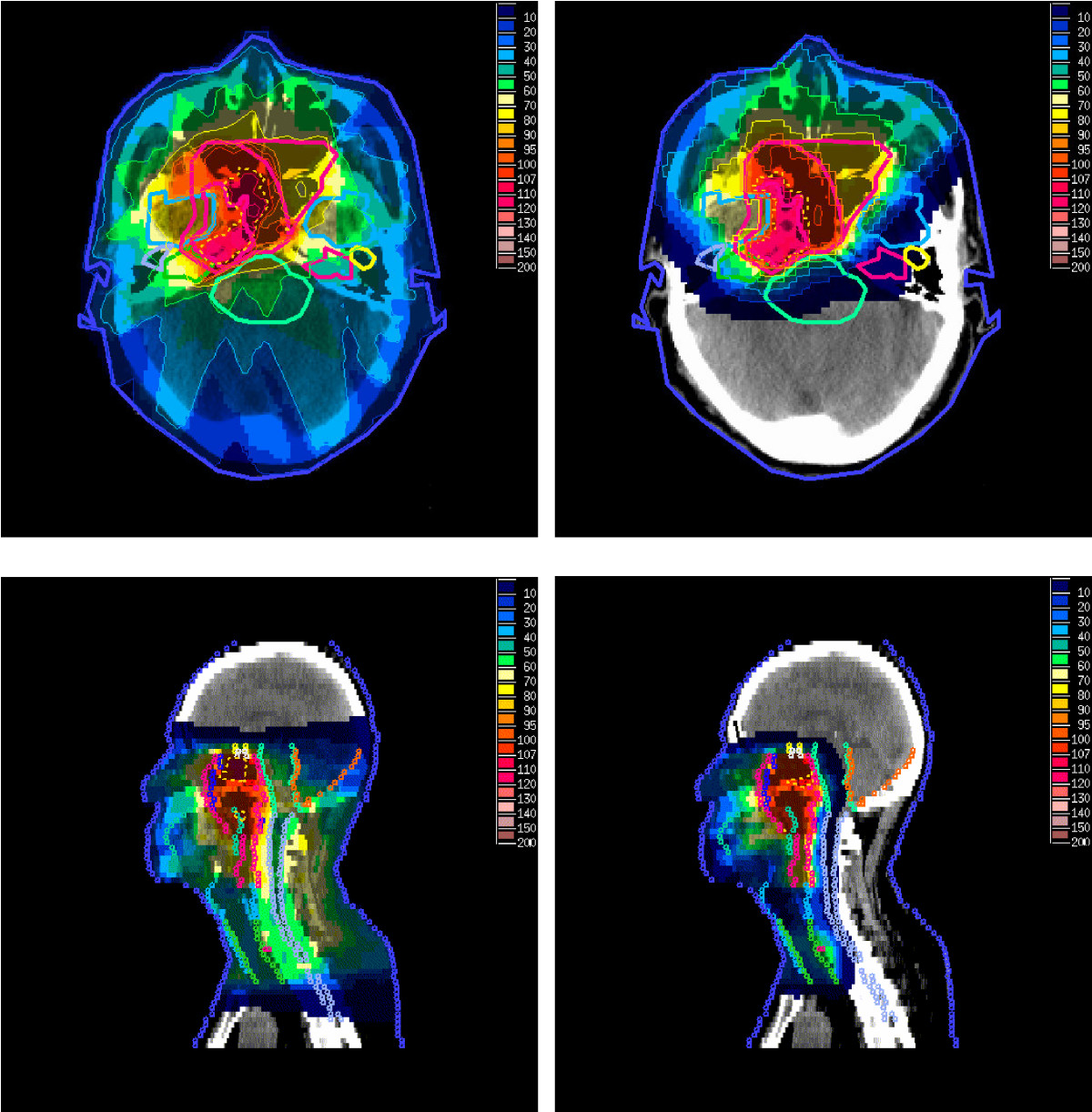
مقایسه توزیع دوز بین پلان های IMPT (راست) و IMRT (چپ) در T4N1M0 NPC در نماهای محوری (بالا) و ساژیتال (زیر). خطوط نقطه چین نشان دهنده 95 درصد دوز تجویز شده برای GTV-T است

## اشتغال

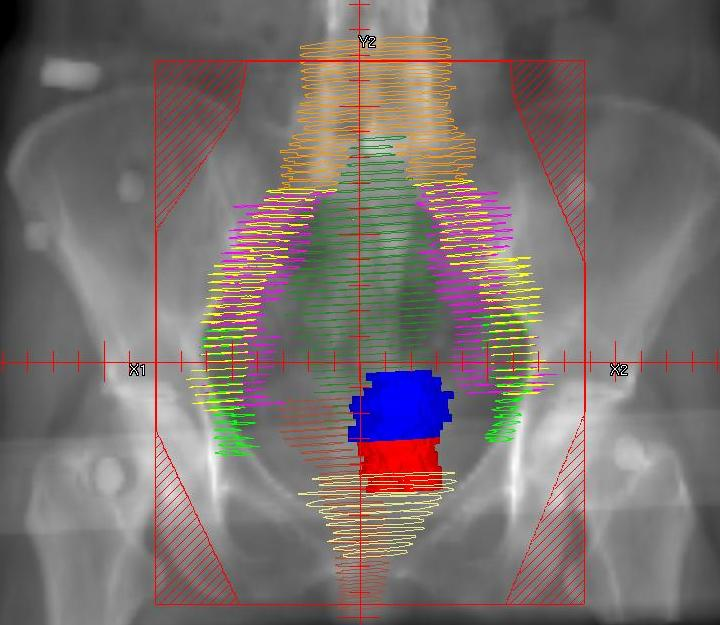
نمونه‌ای از برنامه‌ریزی پرتوی ناحیه کفل جهت پرتودرمانی به کمک نرم‌افزارهای ویژه در دانشگاه تافتز